# 張薦
張 薦（ちょう せん、744年 - 804年）は、唐代の官僚・歴史家・外交官。字は孝挙。本貫は深州陸沢県。

## 経歴
張鷟の孫にあたる。若くして史伝に詳しく、顔真卿に称賛された。大暦年間、浙江西道都団練観察等使の李涵の推薦を受けて、左司御率府兵曹参軍に任じられることとなった。しかし母の老病を理由に、任命を受けなかった。母の喪が明けると、張薦は礼部侍郎の于邵の推挙により、史館修撰となり、陽翟県尉を兼ねた。建中4年（783年）、朱泚の乱が起こると、張薦は姓名を変えて城中に潜伏し、このため『史遁先生伝』を著した。興元元年（784年）、徳宗が長安に帰ると、張薦は左拾遺に抜擢された。貞元元年（785年）冬、徳宗が郊祀をおこなうにあたって、兵乱の直後で儀礼の典籍の多くが失われていたことから、張薦が太常寺博士となり、礼儀をつかさどった。貞元4年（788年）、回紇との和親のため、刑部尚書の関播が使節をつとめた。このとき徳宗の娘の咸安公主が回紇に入ると、張薦は判官となり、殿中侍御史に転じた。使節が帰国すると、張薦は工部員外郎となり、戸部郎中に転じた。貞元11年（795年）、史館修撰のまま、諫議大夫に任じられた。
ときに裴延齢が徳宗の信任をたのんで、士大夫たちを誣告していた。張薦は上書してこれを非難しようとして果たせなかった。裴延齢はこれを聞いて怒り、史官が諫官を兼職するのはよろしくないと上奏し、徳宗の賛同を得た。張薦は諫議大夫の任にあること1月あまりで、秘書少監に転じた。裴延齢はなおも張薦を排斥しようとしてやまず、張薦は回紇の懐信可汗を冊封する使者とされ、御史中丞を兼任し、回紇に入国した。貞元20年（804年）、吐蕃のムルク・ツェンポ（牟如賛普）が死去したことから、張薦は工部侍郎となり、御史大夫を兼ね、吐蕃への弔問の使節として向かった。赤嶺の東で病にかかり、紇壁駅で没した。享年は61。貞元21年（805年）、順宗が即位し、凶報が届くと、張薦は礼部尚書の位を追贈された。諡は憲といった。編著に『五服図』・『宰輔略』・『霊怪集』・『江左寓居録』などがあり、当時に通行した。
子に張又新・張希復があり、いずれも進士に及第した。

## 伝記資料
- 『旧唐書』巻149 列伝第99
- 『新唐書』巻161 列伝第86